# Vélodrome de Friedenau
Le vélodrome de Friedenau est un ancien vélodrome situé à Berlin, en Allemagne. Ouvert en 1897, il est détruit en 1904. Il pouvait accueillir plus de quarante mille spectateurs.

## Localisation
Le vélodrome était situé dans le quartier de Berlin-Friedenau.

## Historique
La piste en ciment de 500 mètres est ouverte en 1897 avec le Grand Prix de Berlin ; le vainqueur était le champion du monde de sprint Willy Arend. La course annuelle de la Roue d'Or, avec des stars internationales du cyclisme, était particulièrement populaire.

## Description
La piste en ciment mesurait cinq cents mètres de long. Le stade pouvait accueillir plus de quarante mille spectateurs. Friedenau avait une inclinaison faible. Le pire problème était que les fissures sur la surface de la piste devenaient humides et gelaient pendant les hivers froids. En été, les fissures réparées ont créé des bosses inévitables et dangereuses.

## Dans la culture populaire
Un des premiers films muets concernant le cyclisme est tourné en 1904 au vélodrome, Auf der Radrennbahn in Friedenau.

## Galerie

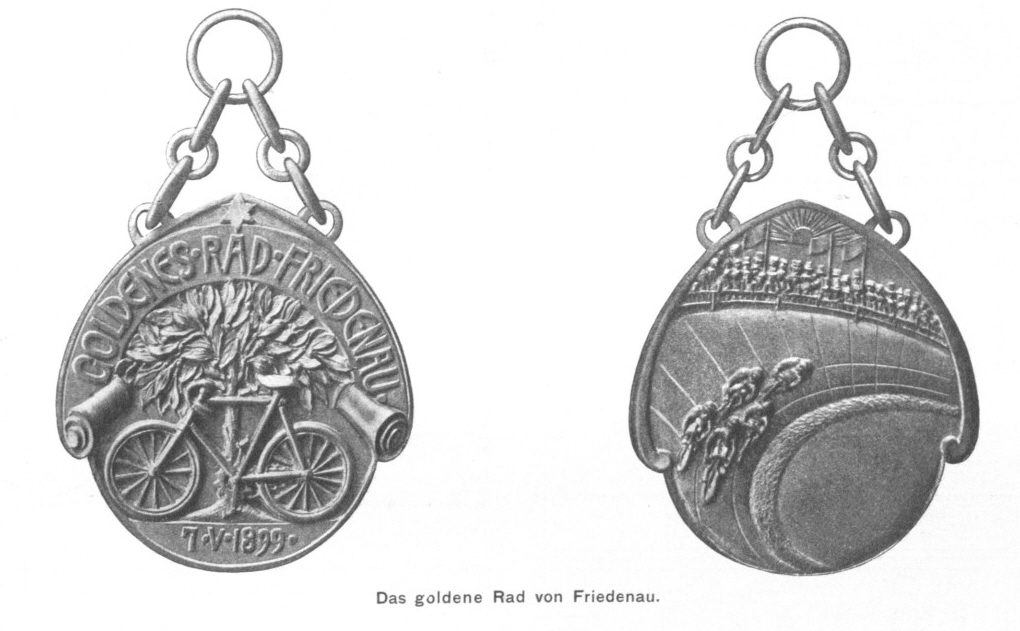
Médaille de la Goldenes Rad (Roue d'or) de 1899.
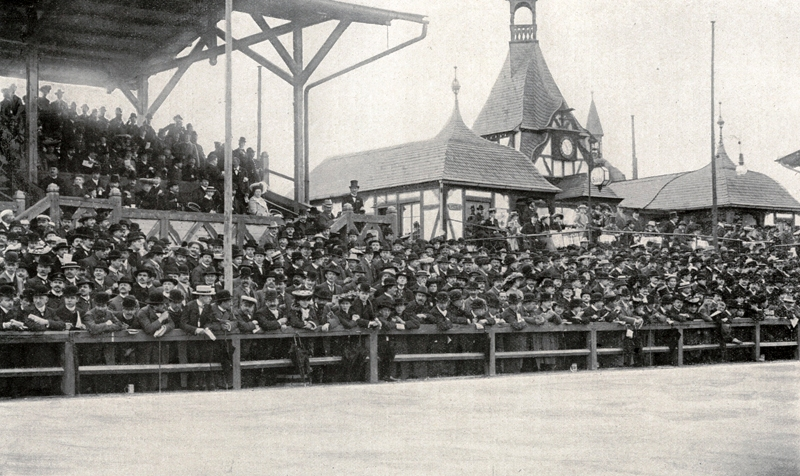
Tribunes en 1903.
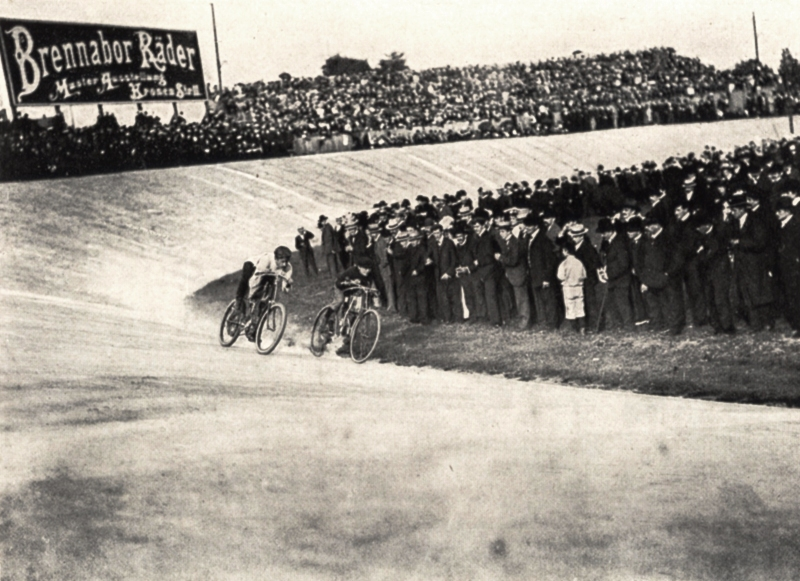
Course de motos en 1904.

## Sources
- (de) Cet article est partiellement ou en totalité issu de l’article de Wikipédia en allemand intitulé « Radrennbahn Friedenau » (voir la liste des auteurs).